# سمفورد
سمفورد (انگلیسی: Samford Hundred) بخشی از  سافولک بود که از ۴۴٬۹۴۰ جریب فرنگی (۱۸۱٫۹ کیلومتر مربع) تشکیل شده بود. این منطقه در جنوب و جنوب غربی ایپسویچ قرار داشت.
این منطقه از شرق به رودخانه اورول ، از جنوب به اسکس ، از غرب به رودخانه برت (و محله شلی) و از شمال به مرزهای محله برستال ، هینتلشم و اسپروتون محدود می‌شد.